# Freamunde
Freamunde é uma cidade portuguesa sede da Freguesia de Freamunde, pertencendo ao Município de Paços de Ferreira,  à sub-região de Tâmega e Sousa, da região do Norte, e ao Distrito do Porto, freguesia com uma área urbana de 4,68 km2, 7 789 habitantes em 2021, tendo, por isso, uma densidade populacional de 1.618 habitantes por km2.
Freamunde é um nome milenário, genitivo de “Fredemundus”, de origem germânica. Raiz para a paz  "Frea" (de FRIJUS) e associação para protecção (de MONDE) aglutinar-se-iam para formar Freamunde.
O topónimo "Freamunde" , passou a denominar este recanto, a "terra de paz e protecção" ou "apoio na paz", a paz necessária aos Suevos que por cá se fixaram, por volta, de 410, vindos da Germânia aquando das invasões bárbaras.
Freamunde é uma cidade conhecida a nível nacional pela “Feira dos Capões”, mas também pela Festas Sebastianas e pelo “Grupo Teatral Freamundense (GTF)” que recebeu vários prémios a nível nacional e representou Portugal no estrangeiro, e pelo seu histórico clube, Sport Clube de Freamunde. É uma terra rica em patrimónios e salienta-se em manifestações populares, feiras, teatro, columbófila, pesca, música, futebol, rancho e caça. 
A famosa e única Feira dos Capões realiza-se todos os anos, no dia 13 de Dezembro, tendo sido instituída oficialmente, em 1719, por uma provisão d'El-Rei D. João V e celebrou em 2019 os seus 300 anos.
Realizam-se também em Freamunde as Festas Sebastianas, sempre no segundo fim de semana de Julho, onde originalmente apareceu o evento pirotécnico da vaca de fogo.

## História

### Freamunde: um mome milenar
Cansados dos movimentos migratórios e bélicos que lhes endureciam a existência, os primeiros grupos que se fixaram, neste pedaço de terra teriam nele encontrado condições privilegiadas de fertilidade, beleza e frescura natural que os atraíram e depois os prenderam aqui.
Procuravam ou fizeram aqui a sua Paz (Frea) e acoitaram-se à sua Proteção (Munde), a proteção duma natureza afável, a proporcionar-lhes condições e garantias para a fixação.
Aglutinar-se-iam, mais tarde, os dois termos de origem germânica – Frea (de FRIJUS) e Munde (de MONDE) – para surgir o topónimo Freamunde, um genitivo de Fredemundus, e cognominar este recanto, como “terra de paz e proteção”.

#### A Origem Suévica
Alguns vestígios da cultura castreja parecem confirmar a tese da instalação, na atual área de Freamunde de núcleos, de que o Castro dos Mortórios (repartido por Freamunde e Covas) é o mais elucidativo. É dessa época, uma ponta de bronze de possível lança ou punhal aí encontrado que se pode ver no Museu do Seminário Maior do Porto.
Com estilos de vida mais avançados, os romanos invasores destruiriam muitos dos habitats lusitanos (ou galaicos), para introduzir novas técnicas de cultivo, novas formas de organização administrativa, política e militar. Mas, no início do Séc. V, o declínio do grande império romano, chegou à Hispânia.
Uma nova vaga de invasores suceder-se-ia e neles convém destacar os suevos, por serem os fundadores de Freamunde, “Uma povoação Suévia da chã de Ferreira”, como consignava o Coronel Baptista Barreiros, na sua comunicação em Junho de 1957, no Colóquio Bracarense de Estudos Suévico-Brizantinos.
Era um povo bárbaro que se estendeu por toda a região de Entre–Douro–e–Minho, estabelecendo em Braga, a capital do seu reino.
Convertidos ao catolicismo no tempo do rei Recaredo, (em Fevereiro de 587) filho de Leovigildo, por influência de S. Martinho de Dume, fixaram um bispado em Meinedo (Lousada). O Apóstolo dumiense teria por cá passado e influenciado a adoção de S. Martinho de Tours, por quem tinha uma enorme devoção, para patrono ou orago de Freamunde.
O rei Suévio era também um chefe militar e tinha um poder sacralizado, o que lhe concedia prestígio, autoridade e orgulho. Sob a sua égide, o seu povo influenciou muito a vida colectiva de então, onde conviviam os invasores e os dominados em harmonia. Valorizavam o poder eclesiástico, deram uma componente guerreira mais forte ao poder político, consideraram a economia como base real e deixaram influenciar toda a sua vida pelo sagrado.

#### A História evolui
Na Idade Média, a economia agrária repousava em duas vertentes fundamentais – a existência de casais e a pertença de grande parte das terras à Igreja.
Pelas Inquirições de D. Afonso III de 1258 percebe-se a antiguidade de Freamunde. Inserida no Couto de Ferreira, a maior parte dos casais da freguesia pertencia ao Mosteiro, embora sobressaíssem já os descendentes de D. Urraca Fernandes e D. Egídio com vários casais. Em 1346, o delegado régio Aparício Gonçalves que entra em Freamunde para de novo inquirir, cita Gil Vasques e Martim Anes também como grandes proprietários.
Os Soverosa, de origem galega, deram origem à Honra de Soverosa (Sobrosa) que depois adquiriu o estatuto de vila, por foral de D. Manuel I. Os casais passaram a depender de Sobrosa, exceto os que pertenciam ao Couto de Ferreira, o que colocava Freamunde numa posição curiosa. Era Couto e era Honra.
Integrada no Julgado de Aguiar de Sousa, de que já fazia parte em 1346 como atesta o Coronel Barreiros, porque também no Couto de Ferreira, a freguesia de Freamunde assim permanece até que, em 1836, com a reforma administrativa de D. Maria II se constitui o concelho de Paços de Ferreira que juntou freguesias desse julgado e algumas do de Refojos, julgados que eram separados pelo Rio Ferreira… Entretanto tinha sido prestimónio ou comenda da Ordem de Cristo, no senhorio dos marqueses de Vila Real, cujos bens passaram depois para a Casa do Infantado, em 1641…

#### De S. Martinho a S. Salvador
Nas Inquirições de D. Afonso III, a freguesia de Freamunde era citada já, como tendo como orago S. Salvador “Hic incipit Ecclesiae Sancti Salvatoris de Fremundi”.
Tendo nascido no Oriente, acredita-se que a devoção a S. Salvador se tenha disseminado pelo Ocidente, através das Cruzadas, isto é, a partir do Séc. XI.
É no Séc. XIII que aparece a paróquia de Freamunde devotada a S. Salvador, relegando o patrono de séculos, S. Martinho. Não surpreenderá esta mudança que o Coronel Barreiros justifica por a freguesia ter estado sujeita, como muitas outras, às oscilações, incertezas e vicissitudes comportadas pela Reconquista e à “influência do entusiasmo das Cruzadas”. A população, ao descer de S. Martinho, para outros lugares, teve de erigir uma nova igreja paroquial, o que teria contribuído também para a escolha doutro patrono, mudança que a Igreja Católica permitia e até apoiava.

#### Surgimento de uma nova Vila e o sonho de tornar Município
No início do Séc. XX e por via dum trabalho denodado da sua população, Freamunde já se distinguia no contexto concelhio. Havia um grande desenvolvimento no dinamismo económico, já um certo movimento associativo e vontade comum de dotar a freguesia.
Com um progresso assinalável e evidente, a Junta de Freguesia conseguiria a sua elevação a Vila pelo Dec-Lei N.º 22656 de 13 de Junho de 1933, motivo mais que suficiente para uma grande festa popular.
Já lá vão muitos anos, mas o ânimo e o espírito de iniciativa não esmoreceram. À medida do sonho que sempre marcou presença e norteou a vida desta gente, Freamunde tem vindo a permanecer desenvolvido em vários níveis, a tal ponto que foi reunindo os requisitos necessários ao sonho de independência de Paços de Ferreira. O sonho de se tornar município  foi debatido pela Assembleia da República, como se pode ver no DR de 05 de maio de 1998.

## Património

### Capela S. Francisco
Trata se dum conjunto edificado no século XVIII. Em 1734 foi demolida uma pequena Capela que ali existia e em 1737 já estava em obras a actual capela, a avaliar por uma data inscrita na padieira da porta principal. Em 1743 foi sagrada a capela. Em 1878, foram remodelados os estatutos da Confraria de São Francisco. Nos anos 80 do século XX recebeu um lambrim de azulejos e em 1992 o Cruzeiro do Adro.Quanto á Residência Hospício, foi construída logo a seguir à capela por decisão da Ordem Terceira de São Francisco. A Construção do Coro, da varanda alpendrada e da torre sineira foi iniciativa do Capitão Mor Francisco Moreira Carneiro.

### Capela S. António
Tem uma só nave, com altares neoclássica. No corpo da nave, venera-se Santa Luzia com dia de romaria a 13 de Dezembro. Em 1720 já existia a capela de Santo António e parece ter sucedido a um anterior oratório muito singelo ligado a um ermitão de seu nome António Dias Penedo. Estava junto à feira, beneficiando do seu movimento. E foi lá que se iniciou a vida desta Confraria em 7 de Julho de 1729. O Papa Urbano VIII concedeu-lhe a carta de indulgência datada desse mesmo dia. Em 1751 a confraria de Santo António dava sinais de grande dinamismo. À volta da capela surgia grande devoção. Os próprios rendimentos da feira ajudaram à sua pujança. Aí esteve até 1936, altura em que foi cuidadosamente deslocada, pedra por pedra para o sítio atual, permitindo o arranjo urbanístico do centro da cidade.

### Igreja Matriz de Freamunde
Igreja Matriz de Freamunde, que está situada numa pequena colina, junto ao cemitério. Monumento de planta longitudinal, com uma pia batismal de pedra única. De arquitetura religiosa, a igreja tem capela-mor retangular e torre sineira.

### Igreja do Divino Salvador de Freamunde
Construída em 2019 a Igreja do Divino Salvador de Freamunde veio substituir a antiga Igreja Matriz de Freamunde. A igreja mesmo sendo recente já é conhecida pela sua arquitetura moderna. O edifício tem somado várias nomeações para prémios da especialidade, nomeadamente para o Archdaily Building of the Year 2021, na categoria de Edifício Religioso. E um ano antes, ficou entre os dez finalistas do Prémio Internacional de Arquitetura Sacra da fundação italiana Frate Sole.

### Casa da Cultura de Freamunde
- Sala de Leitura

Serviços: pesquisa, apoio e orientação bibliográfica, serviço Internet gratuito, leitura/consulta presencial
Organização: em livre acesso, por áreas temáticas, disponibiliza, livros, dicionários, enciclopédias, informação local, revistas da actualidade, jornais nacionais diários e semanários, e, jornais locais
- Espaço Infantil

Serviços: pesquisa, apoio e orientação bibliográfica para os mais pequenos, leitura/consulta presencial
Organização: em livre acesso, por áreas temáticas, disponibiliza, livros, dicionários, enciclopédias
- Auditório Fernando Santos (Edurisa Filho)

Serviços: Programa de atividades recreativas e culturais da Biblioteca e da Câmara Municipal
Cedência gratuita deste espaço a outras entidades, para atividades com fins estritamente culturais, recreativos ou de formação, mas, condicionada pela calendarização interna.

## Associações Coletividades
- Agrupamento de Escuteiros 1341 Freamunde
- Associação de Artes e Letras de Freamunde (AALF)
- Associação de Criadores de Capão de Freamunde
- Associação Cultural e Recreativa Pedaços de Nós (ACRPDN)
- Associação Humanitária dos Bombeiros Voluntários de Freamunde (AHBVF)
- Associação Juvenil ao Futuro (AJAF)
- Associação Musical de Freamunde (AMF)
- Associação para os Jovens (APOJ)
- Associação Sebastianas de Freamunde
- Associação de Socorros Mútuos Freamundense (ASMF)
- Clube BTT Freamunde
- Clube de Karaté de Freamunde
- Clube de Pesca e Caça de Freamunde
- Clube Ornitológico de Freamunde
- Clube Recreativo de Freamunde
- Confraria do Capão
- Grupo Folclórico de Freamunde
- Grupo Teatral Freamundense
- Irmandade da Santa Casa da Misericórdia de Freamunde
- Núcleo Sportinguista de Freamunde
- Sociedade Columbófila de Freamunde
- Sport Clube de Freamunde
- VESPA Clube de Freamunde

## População
| População da Freguesia de Freamunde | População da Freguesia de Freamunde | População da Freguesia de Freamunde | População da Freguesia de Freamunde | População da Freguesia de Freamunde | População da Freguesia de Freamunde | População da Freguesia de Freamunde | População da Freguesia de Freamunde | População da Freguesia de Freamunde | População da Freguesia de Freamunde | População da Freguesia de Freamunde | População da Freguesia de Freamunde | População da Freguesia de Freamunde | População da Freguesia de Freamunde | População da Freguesia de Freamunde | População da Freguesia de Freamunde |
| ----------------------------------- | ----------------------------------- | ----------------------------------- | ----------------------------------- | ----------------------------------- | ----------------------------------- | ----------------------------------- | ----------------------------------- | ----------------------------------- | ----------------------------------- | ----------------------------------- | ----------------------------------- | ----------------------------------- | ----------------------------------- | ----------------------------------- | ----------------------------------- |
| 1864                                | 1878                                | 1890                                | 1900                                | 1911                                | 1920                                | 1930                                | 1940                                | 1950                                | 1960                                | 1970                                | 1981                                | 1991                                | 2001                                | 2011                                | 2021                                |
| 1 090                               | 1 257                               | 1 557                               | 1 633                               | 2 001                               | 2 035                               | 2 333                               | 2 808                               | 3 096                               | 3 783                               | 4 163                               | 5 554                               | 6 116                               | 7 452                               | 7 789                               | 7 789                               |

| Distribuição da População por Grupos Etários | Distribuição da População por Grupos Etários | Distribuição da População por Grupos Etários | Distribuição da População por Grupos Etários | Distribuição da População por Grupos Etários | Distribuição da População por Grupos Etários | Distribuição da População por Grupos Etários | Distribuição da População por Grupos Etários | Distribuição da População por Grupos Etários | Distribuição da População por Grupos Etários |
| -------------------------------------------- | -------------------------------------------- | -------------------------------------------- | -------------------------------------------- | -------------------------------------------- | -------------------------------------------- | -------------------------------------------- | -------------------------------------------- | -------------------------------------------- | -------------------------------------------- |
| Ano                                          | 0-14 Anos                                    | 15-24 Anos                                   | 25-64 Anos                                   | > 65 Anos                                    |                                              | 0-14 Anos                                    | 15-24 Anos                                   | 25-64 Anos                                   | > 65 Anos                                    |
| 2001                                         | 1 567                                        | 1 149                                        | 4 039                                        | 697                                          |                                              | 21,0%                                        | 15,4%                                        | 54,2%                                        | 9,4%                                         |
| 2011                                         | 1 365                                        | 1 043                                        | 4 436                                        | 945                                          |                                              | 17,5%                                        | 13,4%                                        | 57,0%                                        | 12,1%                                        |

## Geografia
Freamunde é uma cidade sede da freguesia com uma área de 4,68 km2, o que corresponde a 7.25% do território do município.
Em Freamunde nasce o Rio Ferreira, rio este que brota em múltiplas nascentes da antiga Chã de Ferreira e cuja nascente principal é em Freamunde no lugar da Jóia e desagua no Rio Sousa. 
Freamunde, encontra-se por razões históricas, identificada internamente em vários lugares que funcionam tipo divisões administrativas dentro da cidade. Pela sua longa história e tradições são ainda hoje referências para todos habitantes.

## Acessos
Freamunde conta com vários acessos locais e com uma estrada nacional (N207) que chega de Paços de Ferreira e segue até Lousada. Tem também uma via local chamada Via do Poder Local que liga logisticamente Freamunde (Complexo Desportivo do SC Freamunde) até Paços de Ferreira (Estádio Capital do Móvel) sendo uma rota usada para facilitar o comercio dentro das duas cidades. Seguido para o sul da cidade e atravessando Ferreira ira ter acesso a A42.

## Bairros (Lugares)
- Abrute
- Além
- Além do Rio
- Boavista
- Cachopadre
- Calvário
- Carvalhal
- Cerca
- Freamunde de Cima
- Gandarela
- Lama
- Leigal
- Madões
- Matos
- Outeiro
- Panelas
- Pessô
- Plaina
- Santa Cruz
- Talhô
- Xistos

## Personalidades
- Alexandrino Chaves Velho
- António José de Brito
- António Pereira da Costa
- Brigadeiro Alves de Sousa
- Coronel Barreiros
- Mercedes Barros
- Alberto Cruz
- Fernando Santos – Edurisa Filho
- João Taipa
- Leopoldo Saraiva
- Padre Castro
- Padre Francisco Peixoto
- Prof. Albino de Matos
- Quim Bica
- Zeca Mirra
- Daniel Barbosa
- Vitorino Antunes
- José Carlos Vasconcelos
- André Leão
- Rui Ribeiro
- D. António Taipa
- Cristiana Silva

## Festas e Feiras
- Festa de S. José (19 de Março)
- Festa de Santo António (13 de Junho)
- Festas Sebastianas (2º domingo de Julho)
- Festa da Imaculada Conceição (8 de Dezembro)
- Feira dos Capões - Romaria de Santa Luzia (13 de Dezembro)
- Feira Quinzenal dos 13 e dos 27

## Resultados eleitorais
Eleições autárquicas (Junta de Freguesia)
| Data | %    | M  | %       | M       | %    | M   | %      | M      | %   | M  |
| Data | PS   | PS | PPD/PSD | PPD/PSD | CDU  | CDU | CDS-PP | CDS-PP | CH  | CH |
| ---- | ---- | -- | ------- | ------- | ---- | --- | ------ | ------ | --- | -- |
| 1976 | 24,8 | 2  | 30,2    | 2       | 31,0 | 3   | 8,8    | 1      | -   | -  |
| 1979 | 15   | 2  | 47,2    | 2       |      | 4   | 5,3    | 0      | -   | -  |
| 1982 | 8,9  | 1  | 49,5    | 1       | 35,1 | 5   | 3,7    | 0      | -   | -  |
| 1985 | 19,6 | 2  | 48,6    | 2       | 27,1 | 2   | 2,5    | 0      |     | -  |
| 1989 | 30,6 | 3  | 32      | 3       | 30,1 | 3   | 5,3    | 0      | -   | -  |
| 1993 | 10,1 | 1  | 28,5    | 1       | 22,9 | 2   | -      | -      | -   | -  |
| 1997 | 37,5 | 5  | 43,1    | 5       | 15,4 | 2   | 1,9    | 0      | -   | -  |
| 2001 | 24,6 | 3  | 62,7    | 3       | 9,4  | 1   | 1,1    | 0      | -   | -  |
| 2005 | 35,2 | 5  | 48,4    | 5       | 11,7 | 1   | 2,5    | 0      | -   | -  |
| 2009 | 42,5 | 6  | 43,1    | 6       | 10   | 1   | 2,2    | 0      | -   | -  |
| 2013 | 47,7 | 6  | 41,5    | 6       | 8    | 1   | -      | -      | -   | -  |
| 2017 | 58,4 | 8  | 32,8    | 5       | 5,3  | 0   | -      | -      | -   | -  |
| 2021 | 46,7 | 7  | 27      | 4       | 18,4 | 2   | 2,6    | 0      | 1,8 | 0  |